# TuS Wunstorf
Der TuS Wunstorf ist der größte Sportverein aus Wunstorf, Niedersachsen, dessen Badmintonabteilung in der Saison 1971/72 in der Badminton-Bundesliga spielte.

## Geschichte
Der TuS Wunstorf entstand 1933 unter dem Namen Turnerschaft von 1862 als Fusion des Männer-Turnvereins von 1862 Wunstorf und des Männer-Turnklubs von 1891 Wunstorf und trägt den heutigen Namen nach kurzzeitigem Verbot seit der Wiederzulassung durch die britische Militärregierung 1945.

## Sportarten
Geräteturnen, Frauen-Gymnastik, Behindertensport, Eltern- und Kinderturnen, Kinderturnen, ambulante Herzgruppe, Badminton, Boxen, Fechten, Handball, Jazz-Gymnastik und Aerobic, Karate, Leichtathletik, Nordic Walking, Petanque, Schach, Schwimmen, Tanzen, Tennis, Tischtennis, Trampolin, Volleyball und Wandern.

## Badminton
Die erfolgreichste Saison war die Spielzeit 1971/72, in der der TuS in der Badminton-Bundesliga spielte. Mit dem Belegen des 7. Platzes stieg der TuS nach dieser Saison in die Regionalliga ab.